# Histoire philatélique et postale de l'Europe
L'histoire philatélique et postale de l'Europe remonte à l'Antiquité, et plus précisément, à Rome qui organise cursus publicus, le premier véritable service de courrier public en 40 av. J.-C..

## La reconstruction
En 453, l'Empire romain d'Occident se disloque et le système de courrier antérieur se désagrège progressivement.

### La renaissance
Voir : Naissance d'une poste européenne

## Influence française sous Napoléon

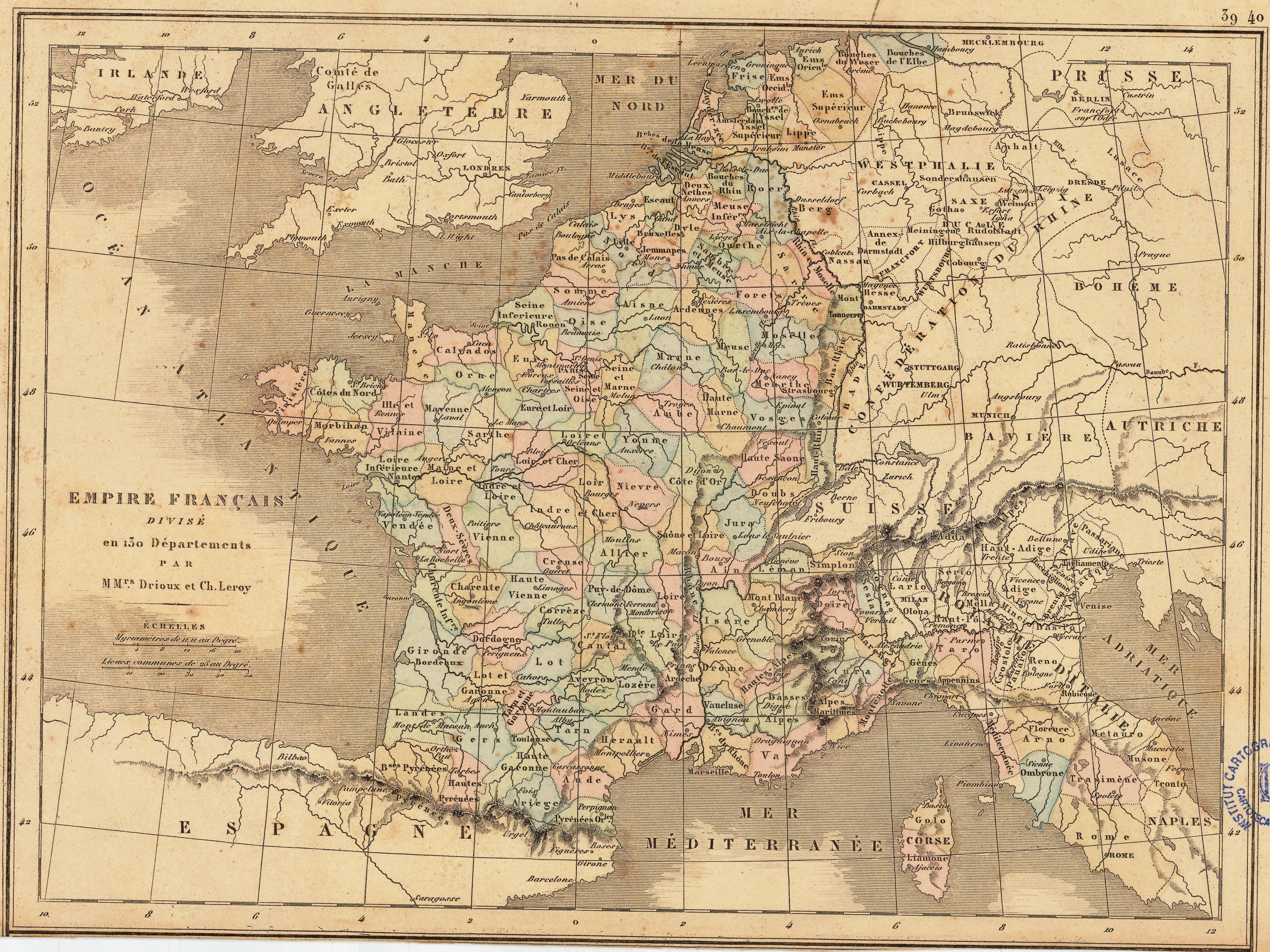
Carte des départements français en 1810

À partir de 1792, avec les guerres successives de la Ire République et de l'Empire de Napoléon Ier, la France fut amenée à étendre considérablement son territoire. Dans la majeure partie des cas, les régions annexées furent organisées en départements (voir Liste des 130 départements de 1811). Le système postal français fut étendu à l'ensemble de ces territoires. Une des manifestations les plus visibles fut l'utilisation de marques postales linéaires avec numéro de département.
Cela concerna les territoires de l'actuelle Belgique, des Pays-Bas, une partie de l'Allemagne (toute la rive gauche du Rhin et les côtes de la mer du Nord), et de la Suisse, le nord et le centre de l'Italie.

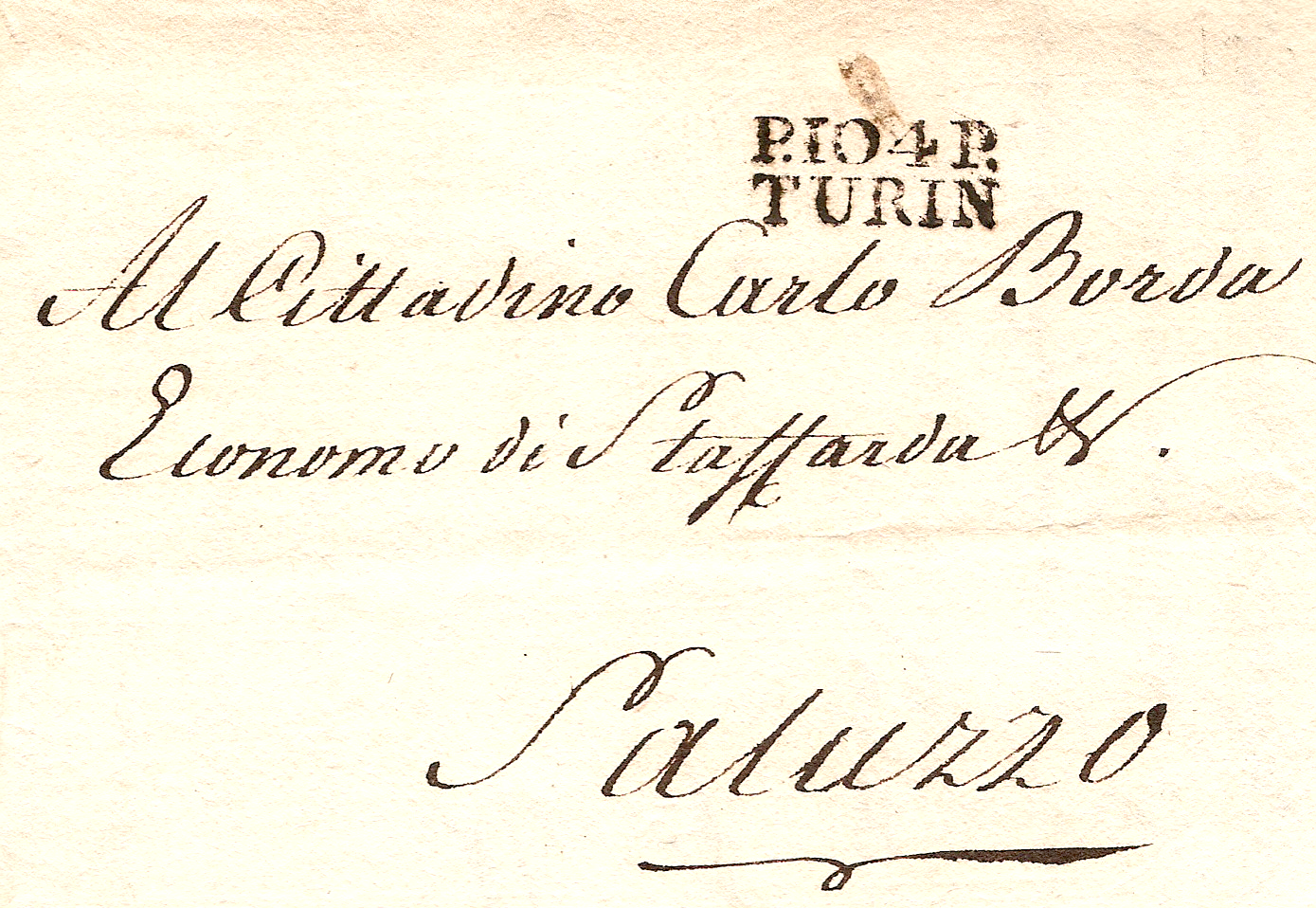
Lettre, datée probablement de 1810, en port payé avec marque postale linéaire 104 Turin.

| N°  | Département         | Chef lieu       | Période d'occupation                | Pays concernés                    |
| --- | ------------------- | --------------- | ----------------------------------- | --------------------------------- |
| 84  | Mont-Blanc          | Chambéry        | 27 novembre 1792 - 31 décembre 1815 | Savoie, Italie, France, Sardaigne |
| 85  | Alpes-Maritimes     | Nice            | 14 février 1793 - 27 mai 1814       | France, Italie, Monaco, Sardaigne |
| 86  | Jemappes            | Mons            | 1er octobre 1795 - 1er mars 1814    | Belgique                          |
| 87  | Mont-Terrible       | Porrentruy      | 23 mars 1793 - 17 février 1800      | Suisse, France                    |
| 87  | Gênes               | Gênes           | 6 juin 1805 - 21 mai 1814           | Italie                            |
| 90  | Montserrat          | Barcelone       | 28 janvier 1811 - début 1814        | Espagne                           |
| 91  | Lys                 | Bruges          | 1er octobre 1795 - 1er mars 1814    | Belgique                          |
| 92  | Escaut              | Gand            | 1er octobre 1795 - 1er mars 1814    | Belgique, Pays-Bas                |
| 93  | Deux-Nèthes         | Anvers          | 1er octobre 1795 - 1er mars 1814    | Belgique, Pays-Bas                |
| 94  | Dyle                | Bruxelles       | 1er octobre 1795 - 1er mars 1814    | Belgique                          |
| 95  | Meuse-Inférieure    | Maastricht      | 1er octobre 1795 - 1er mars 1814    | Belgique                          |
| 96  | Ourthe              | Liège           | 1er octobre 1795 - 1er mars 1814    | Belgique                          |
| 97  | Sambre-et-Meuse     | Namur           | 1er octobre 1795 - 1er mars 1814    | Belgique                          |
| 98  | Forêts              | Luxembourg      | 1er octobre 1795 - 1er mars 1814    | Luxembourg, Belgique              |
| 99  | Léman               | Genève          | 25 août 1798 - 15 juin 1814         | Suisse, France, Savoie, Italie    |
| 100 | Mont-Tonnerre       | Mayence         | 4 novembre 1797 - 16 janvier 1814   | Allemagne                         |
| 101 | Sarre               | Trèves          | 4 novembre 1797 - 16 janvier 1814   | Allemagne                         |
| 102 | Rhin-et-Moselle     | Coblence        | 4 novembre 1797 - 16 janvier 1814   | Allemagne                         |
| 103 | Roër                | Aix-la-Chapelle | 4 novembre 1797 - 16 janvier 1814   | Allemagne                         |
| 104 | Pô                  | Turin           | 2 avril 1801 - 21 mai 1814          | Italie, Sardaigne                 |
| 105 | Stura               | Coni            | 2 avril 1801 - 21 mai 1814          | Italie, Sardaigne                 |
| 106 | Marengo             | Alexandrie      | 2 avril 1801 - 21 mai 1814          | Italie, Sardaigne                 |
| 107 | Sésia               | Verceil         | 2 avril 1801 - 21 mai 1814          | Italie, Sardaigne                 |
| 108 | Tanaro              | Asti            | 2 avril 1801 - 6 juin 1805          | Italie, Sardaigne                 |
| 108 | Montenotte          | Savone          | 6 juin 1805 - 21 mai 1814           | Italie, Sardaigne                 |
| 109 | Doire               | Ivrée           | 2 avril 1801 - 21 mai 1814          | Italie, Sardaigne                 |
| 110 | Apennins            | Chiavari        | 6 juin 1805 - 21 mai 1814           | Italie, Sardaigne                 |
| 111 | Taro                | Parme           | 24 mai 1808 - 21 mai 1814           | Italie, Parme                     |
| 112 | Arno                | Florence        | 24 mai 1808 - 21 mai 1814           | Italie, Toscane                   |
| 113 | Méditerranée        | Livourne        | 24 mai 1808 - 21 mai 1814           | Italie, Toscane                   |
| 114 | Ombrone             | Sienne          | 24 mai 1808 - 21 mai 1814           | Italie, Toscane                   |
| 116 | Rome                | Rome            | 9 juin 1809 - 21 mai 1814           | Vatican, Italie                   |
| 117 | Trasimène           | Spoleto         | 9 juin 1809 - 21 mai 1814           | Vatican, Italie                   |
| 118 | Zuyderzée           | Amsterdam       | 13 septembre 1810 - fin 1813        | Pays-Bas                          |
| 119 | Bouches-de-la-Meuse | La Haye         | 13 septembre 1810 - fin 1813        | Pays-Bas                          |
| 120 | Bouches-de-l'Yssel  | Zwolle          | 13 septembre 1810 - fin 1813        | Pays-Bas                          |
| 121 | Yssel-Supérieur     | Arnhem          | 13 septembre 1810 - fin 1813        | Pays-Bas                          |
| 122 | Frise               | Leeuwarden      | 13 septembre 1810 - fin 1813        | Pays-Bas                          |
| 123 | Ems-Occidental      | Groningue       | 13 septembre 1810 - fin 1813        | Pays-Bas, Allemagne               |
| 124 | Ems-Oriental        | Aurich          | 13 septembre 1810 - fin 1813        | Allemagne                         |
| 125 | Bouches-de-l'Escaut | Middelbourg     | 13 septembre 1810 - fin 1813        | Pays-Bas                          |
| 126 | Bouches-du-Rhin     | Bois-le-Duc     | 13 septembre 1810 - fin 1813        | Pays-Bas                          |
| 127 | Simplon             | Sion            | 15 octobre 1810 - 31 mars 1815      | Suisse                            |
| 128 | Bouches-de-l'Elbe   | Hambourg        | 13 décembre 1810 - fin 1813         | Allemagne                         |
| 129 | Bouches-du-Weser    | Brême           | 13 décembre 1810 - fin 1813         | Allemagne                         |
| 130 | Ems-Supérieur       | Osnabruck       | 13 décembre 1810 - fin 1813         | Allemagne                         |
| 131 | Lippe               | Münster         | 27 avril 1811 - fin 1813            | Allemagne                         |
| 132 | Ter                 | Gironne         | 26 janvier 1812 - début 1814        | Espagne                           |
| 133 | Sègre               | Puigcerda       | 26 janvier 1812 - début 1814        | Espagne                           |

## La réforme postale
L'apparition des timbres qui a été la manifestation la plus évidente de la réforme postale s'est échelonnée sur une vingtaine d'années :
- 1840 : 1er mai Royaume-Uni
- 1843 : 1er mars Suisse
- 1849 : 1er janvier France, 1er juillet Belgique, 1er novembre Bavière

## Construction de l'Europe

### Les émissions Europa
En 1956, la première émission des timbres Europa regroupe 6 pays : l'Allemagne, la Belgique, la France, l'Italie, le Luxembourg et les Pays-Bas.

### La CEPT
Le  26 juin 1959, la Conférence européenne des administrations des postes et télécommunications (CEPT) a été créée comme entité de coordination entre les organismes des postes et de télécommunications des états européens. Le sigle CEPT est utilisé dans sa forme française dans les autres langues (comme pour l'usage du sigle PTT).

## L'Histoire postale, pays par pays
| - Albanie - Allemagne - Andorre - Arménie - Autriche - Azerbaïdjan - Belgique - Biélorussie - Bosnie-Herzégovine - Bulgarie - Chypre - Croatie - Danemark - Espagne - Estonie - Finlande - France | - Grèce - Géorgie - Hongrie - Irlande - Islande - Italie - Kazakhstan - Lettonie - Liechtenstein - Lituanie - Luxembourg - Macédoine - Malte - Moldavie - Monaco - Monténégro - Norvège | - Pays-Bas - Pologne - Portugal - Roumanie - Royaume-Uni - Russie (et URSS) - Saint-Marin - Serbie - Slovaquie - Slovénie - Suisse - Suède - République tchèque - Turquie - Ukraine - Vatican |